# Ellen Pinsent
Ellen Frances Pinsent (née Parker ; 26 mars 1866 - 10 octobre 1949) est une travailleuse britannique en santé mentale et la première femme membre du conseil municipal de Birmingham.

## Famille
Ellen Frances Parker est née à Claxby, dans le Lincolnshire, fille du révérend Richard Parker et sa seconde épouse, Elizabeth Coffin . Son frère Robert Parker est avocat et juge de chancellerie . En 1888, elle épouse le chancelier Hume Pinsent (1857–1920), un parent du philosophe David Hume, et ils ont trois enfants . Leurs deux fils, David Hume Pinsent et Richard Parker Pinsent  sont tués pendant la Première Guerre mondiale, et leur fille, Hester, épouse le lauréat du prix Nobel Edgar Douglas Adrian .

## Carrière
Pinsent préside le sous-comité scolaire spécial du comité des écoles de Birmingham de 1901 à 1913 ,. En 1904, elle est la seule femme membre de la Commission sur le soin et le contrôle des faibles d'esprit ,.
Le 1er novembre 1911, Ellen Pinsent est la première femme élue au conseil municipal de Birmingham . Elle représente le quartier d'Edgbaston sous l'étiquette unioniste libéral . Elle démissionne du conseil en octobre 1913 après avoir été nommée commissaire au Conseil de contrôle de la folie et de la déficience mentale ,.
Pinsent travaille pendant de nombreuses années avec l'Association centrale pour le bien-être mental . Elle est l'une des fondatrices de l'Association nationale pour le soin des faibles d'esprit, un membre actif de la Eugenic Education Society , et siège au comité général de la première conférence eugénique internationale. Son soutien aux politiques eugénistes se reflète dans les dispositions du Mental Deficiency Act 1913 ,. Elle est créée Dame de l'Empire britannique en 1937 .
Pinsent écrit également de la fiction, notamment les romans Jenny's Case, No Place for Repentance, Job Hildred et Children of this World .

## Mort et héritage
Dame Ellen Pinsent est décédée en 1949, à l'âge de 83 ans, et ses funérailles ont lieu à Wootton . L'école primaire spéciale Dame Ellen Pinsent (pour les enfants ayant des troubles d'apprentissage) à Birmingham porte son nom .